# Vaglio Serra
Vaglio Serra, (Vaj en piemontès) és un municipi situat al territori de la província d'Asti, a la regió del Piemont (Itàlia).
Limita amb els municipis de Cortiglione, Incisa Scapaccino, Nizza Monferrato i Vinchio.
Pertanyen al municipi les frazioni de Braglia, La Pietra, La Serra, Saborello i San Pancrazio.